# A. Aarts
A. Aarts war ein belgischer Bildhauer. Auf der Weltausstellung Brüssel 1897 in Brüssel stellte er die aus Elfenbein gefertigte Skulptur „Phantasie nach Donatello (Lachendes Kinderköpfchen)“ aus.